# Заваев, Гаджимурад Гамидович
Гаджимурад Гамидович Заваев (12 июня 1994, с. Хаджалмахи, Левашинский район, Дагестан, Россия) — российский спортсмен, специализируется по ММА. Заслуженный мастер спорта России.

## Биография
Родился 12 июня 1994 года в селе Хаджалмахи Левашинского района. С 8 лет начал заниматься боксом по руководством Шамиля Газиева, с 12 лет и до переезда в Махачкалу занимался вольной борьбой у Магомедрасула Магомедсаидова. После окончания школы в 2013 году перебрался в Махачкалу, поступил в Дагестанский государственный педагогический университет, на факультет физической культуры и спорта. С того же 2013 года занимается ММА. Представляет спортивный клуб «Горец», тренируется под руководством Шамиля Алибатырова. 12 марта 2016 года в спорткомплексе при махачкалинском автодорожном колледже стал чемпионом Дагестана по ММА. В мае 2017 года в Ростове-на-Дону праздновал победу на чемпионате России. В октябре 2017 года в Казахстане выиграл чемпионат мира. В декабре 2019 года в Бахрейне стал чемпионом мира. В июне 2021 года в Кемерово завоевал бронзовую медаль чемпионата России.

## Спортивные достижения
- Чемпионат России по ММА 2017 — ;
- Чемпионат мира по ММА 2017 — ;
- Чемпионат мира по ММА 2019 — ;
- Чемпионат Европы по ММА 2021 — ;
- Чемпионат России по ММА 2021 — ;